# Medieteori
Medieteori er et akademisk felt, der undersøger mediernes natur og funktion og ofte deres relation til og position i samfundet. Feltet indeholder flere forskellige teoridannelser og udgør en del af det teoretiske grundlag for filmvidenskaben og medievidenskaben. Andre fag som Dansk, Engelsk, Sociologi og Informationsvidenskab indeholder også på universitets- og forskningsniveau faglige delmængder, der trækker på medieteori.

## Teorier
Medialisering er et begreb, der prøver at indfange mediernes stigende betydning i kulturen og samfundet i det 21. århundrede. Medieforskeren Stig Hjarvard definerer begrebet som den ”proces, hvor samfundet i stigende grad underlægges eller bliver afhængigt af medierne og deres logik.”
Toronto-skolen – også kendt som medium theory – forbindes med tænkere som Joshua Meyrowitz og Marshall McLuhan. Meyrowitz argumenterer for, at tv-mediet påvirker kulturen på forskellige måder i kraft af, at alle mennesker får stillet en detaljeret viden om samfundet til rådighed. Ifølge Meyrowitz er fjernsynet som medie et eksempel på, hvordan kommunikationsteknologier har formet og påvirket sociale forhold. For Meyrowitz kan alle i dag nu observere mennesker og sociale lag på en måde, der aldrig har været mulig før og dette har medført et vigtigt kulturelt skift i retning af nye og mere lige sociale interaktioner.
TV som kulturelt forum er en medieteori, der mener, at fjernsynsmediet er i stand til at sammenknytte mennesker til hinanden og til samfundet og alt kan mere end bare overføre historier og informationer. Horace Newcomb og Paul Hirsch, der fremsatte denne teori i 1983, var ikke så interesserede i, hvordan fjernsynet som samfundskraft var med til at påvirke offentlighedens holdninger eller smagsdomme. Deres fokus var tv som forum i den forstand, at fjernsynet var et sted for at fremsætte almene spørgsmål og overvejelser mere end en instans, der søgte at videreformidle bestemte holdninger. Medieforskeren Klaus Bruun Jensen indvender imidlertid, at da Newcomb og Hirsch fremsatte deres idéer og fjernsynet som et kulturelt forum, kunne de lige så godt have kaldt det det kulturelle forum, da tv på dette tidspunkt både i kommercielle og public service-henseender indtog en afgørende og central rolle i medielandskabet.